# Władimir Diełba
Władimir Walerjewicz Diełba (ur. 26 września 1974 roku w Suchumi, Związek Socjalistycznych Republik Radzieckich, Abchaska Autonomiczna Socjalistyczna Republika Radziecka) – abchaski polityk.
Minister finansów i wicepremier w rządzie Aleksandra Ankwaba od 10 października 2011. Od 2 czerwca 2014 roku do 29 września 2014 sprawował funkcję pełniącego obowiązki premiera Abchazji, po rezygnacji Leonida Łakierbai. 3 marca 2025 zatwierdzony na stanowisku premiera Abchazji.